# XUpdate
XUpdate steht für XML Update Language und ist eine XML-basierte Sprache zur Datenmanipulation. Der aktuelle Working Draft ist aus dem Jahr 2000 und damit recht alt. Es scheint, als ob die Entwicklung eingestellt ist. Eventuell wird die Manipulationskomponente in neuere Versionen von XQuery einfließen. Dennoch wird XUpdate von einigen nativen XML-Datenbanken unterstützt.
Hervorgebracht wurde der XUpdate Working Draft im Rahmen des XML:DB-Projektes, das schon seit längerem bei SourceForge gehostet wird.
Der Namespace von XUpdate ist der URI http://www.xmldb.org/xupdate. Die Domain ist mit dem Umzug zu Sourceforge jedoch nicht mehr gleichzeitig die Heimat des Projektes.

## Aufbau
XUpdate besteht aus den folgenden Hauptelementen:
- xupdate:modifications
- xupdate:insert-before
- xupdate:append
- xupdate:update
- xupdate:remove
- xupdate:rename

Zur Selektion der zu manipulierenden Daten wird XPath verwendet.

## Beispiel
```
<?xml version="1.0"?>

<xupdate:modifications
 
version=
"1.0"

                       
xmlns:xupdate=
"http://www.xmldb.org/xupdate"
>

  
<xupdate:insert-after
 
select=
"/addresses/address[1]"
 
>

    
<xupdate:element
 
name=
"address"
>

      
<xupdate:attribute
 
name=
"id"
>
2
</xupdate:attribute>

      
<fullname>
Lars
 
Martin
</fullname>

      
<born
 
day=
'2'
 
month=
'12'
 
year=
'1974'
/>

      
<town>
Leipzig
</town>

      
<country>
Germany
</country>

    
</xupdate:element>

  
</xupdate:insert-after>

</xupdate:modifications>

```